# Gilbert Marie N'gbo Aké
Pour les articles homonymes, voir Aké.
Gilbert Marie N'gbo Aké, né le 8 octobre 1955 à Abidjan, est un homme d'État ivoirien, Premier ministre de 2010 à 2011.

## Biographie
Il obtient en 1983 un doctorat de 3e cycle option économie mathématique et économétrie à Toulouse et en 1991 un doctorat d'État en sciences économiques à l'université Toulouse-I-Capitole.-
Spécialisé en économétrie et en économie de la régulation, il est doyen de l’UFR en sciences économiques et de gestion de 2001 à 2007. Il est président de l’université de Cocody jusqu'en 2011 et président du comité scientifique des colloques sur le cinquantenaire de l’indépendance de la Côte d’Ivoire. Il est brièvement nommé Premier ministre par Laurent Gbagbo le 7 décembre 2010, au commencement de la crise ivoirienne de 2010-2011. Sa nomination est annulée par l’ordonnance no 2011-007 du 14 avril 2011. En mai 2011, il est arrêté puis inculpé pour atteinte à la sûreté de l'État. Un an et demi plus tard, en décembre 2012, il bénéficie d'une liberté provisoire, comme sept autres anciens ministres de l'ancien gouvernement de Laurent Gbagbo.
Le 18 janvier 2018, Laurent Gbagbo et trois de ses ministres — Gilbert Aké N'Gbo (ex-Premier ministre), Justin Koné Katinan (ex-ministre du Budget) et Désiré Dallo (ex-ministre de l'Économie et des Finances) — sont condamnés par la cour d'assises d'Abidjan à vingt ans de prison et une amende de 329 milliards de francs CFA pour « vol en réunion par effraction portant sur des caves à la BCEAO et des numéraires, complicité de vol en réunion par effraction, destruction d'une installation appartenant à autrui, détournement de deniers publics » en vue d'obtenir des liquidités en pleine crise postélectorale. Il est d’originaire du sud, il vient du village songon m'brathé un village Tchaman (Ebrié) et d’Anyama un village Akyé (Attié)

## Publications

### Revues américaines
- « Variation in productive efficiency in French Worker’s cooperatives », in Journal of productivity analysis, États-Unis, 1992, vol. no 3, p. 103-117 (en collaboration).

### Revues européennes
- 2000 Cross-subsidies and network expansion in developing countries European Economic Review, Vol. 44, 797 - 805 (en collaboration)
- 1994. L’efficacité productive des Scop françaises : Estimation et simulation à partir d’une frontière de production stochastique, Revue économique, (France) No 1 p. 115-128.
- 1991 : On frontier choice in technical efficiency analysis, CIRIEC WP91/01 Université de Liège (Belgique).
- 1991 :  Une analyse théorique Ciriec WP 91/03 Université de Liège.
- 1991 : Esprit communautaire et offre agricole.
- 1990 : Elasticité prix de la demande de cacao et test d’exogénéité ; Économie appliquée (France) No 4 p. 99-78 Revues africaines
- 2007 Introduction à l’économie de la régulation. Mimeo Cremide mars 2007.
- 2006 : La régulation dans un contexte de pays en développement : enjeux et contraintes, Mimeo décembre 2006 (en collaboration)
- 2006:L’indépendance du régulateur, Mimeo décembre 2006 (en collaboration)
- 2006:Régulation des services d’utilité publique en Côte d’Ivoire : cas des secteurs de l’eau, de l’électricité et des télécommunications.
- 2005: Régulation et Développement : l’expérience de la Côte d’Ivoire. Document préparé pour la table ronde en hommage à J.J. Laffont, Toulouse, 1er et 2 juillet 2005 (en collaboration)
- 2004, Frontière de dette et capacité d’endettement : une analyse des pays de l’Uemoa. Document présenté à l’Union africaine
- 1998 Cross-subsidies and network expansion in developing countries (en collaboration) version préliminaire.
- 1997 Universel service in infrastructure service : A survey of Côte d’Ivoire experience, Mimeo.
- 1995 Ajustement structurel et Agriculture en Côte d’Ivoire Mimeo (en collaboration)
- 1994 La performance technique dans l’industrie ivoirienne-Document présenté à la Conférence “African Economic Issues” Arusha, Tanzanie.
- 1988 Instabilité des recettes d’exportation des pays au sud du Sahara: Approches Bayesienne et non paramétrique. Revue Scientifique de l’Asdeci et Revue économique de l’Afrique de l’Ouest

### Ouvrages collectifs
- 2001: Private sector participation in water supply and sanitation: Realizing social and environmental objectives in Abidjan – in Johnston N. and L. Woods (Eds) Private Firms and Public water – E.E. Publishing Limited.
- 1990 : Évaluation des effets de la Cedeao sur l’économie ivoirienne dans Intégration et Développement, Economica (France) p. 133-165. (en collaboration)